# Tadej Valjavec
Tadej Valjavec, slovenski kolesar, * 13. april 1977, Kranj.
Valjavec je leta 1999 zmagal na Baby Giru, različici Gira d'Italia za mlade kolesarje. Leto kasneje je postal profesionalec pri ekipi Fassa Bortolo, kasneje je prestopil k švicarskemu Phonaku, v letih 2006 in 2007 pa je nastopal za kolesarsko moštvo Lampre-Fondital, s katerim se je dvakrat tudi udeležil dirke Tour de France. Po koncu Toura 2007 je izbral novo sredino - francosko ekipo Ag2r Prevoyance. V letih 2003 in 2007 je v Gabrjah in Polhovem Gradcu postal slovenski državni prvak v cestnem kolesarstvu.
Za Slovenijo je nastopil na Poletnih olimpijskih igrah 2000, 2004 in 2008. V Sydneyju dirke ni dokončal, v Atenah je bil 26., dirko v Pekingu pa je končal na 35. mestu.
Njegov sin Erazem Valjavec je prav tako kolesar.

## Največji uspehi
| Uvrstitev | Vrsta dirke                       | Sezona | Prizorišče         | Država    |
| --------- | --------------------------------- | ------ | ------------------ | --------- |
| 1. mesto  | Državno prvenstvo                 | 2007   | Polhov Gradec      | Slovenija |
| 1. mesto  | Državno prvenstvo                 | 2003   | Gabrje             | Slovenija |
| 1. mesto  | Giro d'Italia U23                 | 1999   |                    | Italija   |
| 2. mesto  | kraljevska etapa dirke po Italiji | 2005   | Livigno - Lissone  | Italija   |
| 2. mesto  | 16. etapa Vuelta España           | 2004   | Málaga - Granada   | Španija   |
| 3. mesto  | dirka Po Andaluziji               | 2007   | Andaluzija         | Španija   |
| 3. mesto  | kraljevska etapa dirke po Italiji | 2004   | Bormio - Presolana | Italija   |
| 3. mesto  | Midi Libre                        | 2000   |                    | Francija  |
| 4. mesto  | Tour de Romandie                  | 2004   |                    | Švica     |
| 10. mesto | Tour de France                    | 2008   |                    | Francija  |

## Pomembnejša tekmovanja

### Tritedenske etapne dirke
| Grand Tour        | 2001 | 2002 | 2003 | 2004 | 2005 | 2006 | 2007 | 2008 | 2009 |
| ----------------- | ---- | ---- | ---- | ---- | ---- | ---- | ---- | ---- | ---- |
| Dirka po Italiji  | 30   | —    | —    | 9    | 15   | 34   | —    | 13   | 9    |
| Dirka po Franciji | —    | —    | —    | —    | —    | 17   | 19   | 9    | —    |
| Dirka po Španiji  | —    | 18   | —    | 26   | —    | —    | —    | —    | 30   |